# 韓成龍
韓成龍（1923年—2009年），北韓政治人物，曾任朝鮮勞動黨書記局書記、政治局委員及最高人民會議代議員。

## 生平
韓成龍出生於咸鏡北道的明川郡，後在萬景臺革命學院畢業，並到捷克布拉格留學。1970年7月，被任命為第二機械工業部部長。兩年後，調職至船隻機械工業部當副部長，並首次當選為最高人民會議的代議員。1980年，晉身為黨中央委員會的候補委員名單。翌年，出任為慈江道行政經濟指導委員會委員長。1982年和86年，再度當選為代議員，又以替補身份成為黨中央委員會的中央委員。
1987年4月，韓成龍獲金日成勛章。次年，躋身政治局的候補委員名單，並成為黨書記局書局，掌管經濟事務。1990年，第四次當選代議員。同時，還被委任為政治局委員和中央人民委員會委員。兩年後，又被任命為黨重工業部部長，且第二次取得金日成勛章。1993年12月，離任中央人民委員會委員一職，但同時獲出任為最高人民會議的預算審議委員會委員長。3個月後，又被起用為黨中央委員會的政策檢閱委員長。然後，在金日成離世時，韓成龍被繼任人金正日列為治葬委員會委員。1998年，韓成龍連任預算委員會委員長一職，並第五次成為代議員。
2003年9月，韓成龍最後一次當選為代議員，並離任預算審議委員會委員長。翌年8月，他最後一次公開露面，此後再沒有他的消息。有報導指，他在2009年去世，死因不明。由於平壤當局並沒有公佈其死訊，也沒有為其發喪，故此，分析指他是由於實行經濟改革而被革職。

## 資料來源
1. 1 2 3 4 5 6  .   [2014-05-11]. （原始内容存档于2016-03-05）.
2. ↑  "神秘的朝鲜商船队" 的存檔，存档日期2014-05-12. 《鳳凰周刊》 2013 8 23
3. 1 2 3  "北 前경제비서 한성룡 조용한 죽음, 왜?" 《東亞日報》 2010 2 18